# Anna Berta
Anna Berta (nazwisko panieńskie: Brazhnikova) (ur. 4 października 1991 w Taszkencie) – szwedzka tenisistka.
Jest tenisistką praworęczną z oburęcznym backhandem. Sklasyfikowana najwyżej na 421. miejscu w singlowym rankingu WTA oraz na 309. miejscu w grze podwójnej. Na swoim koncie ma trzy zwycięstwa deblowe w zawodach rangi ITF. Treningi tenisowe rozpoczęła w wieku 8 lat. Jest reprezentantką swojego kraju w zawodach Fed Cup.
Podczas turnieju Collector Swedish Open w szwedzkim Båstad, grając dzięki "dzikiej karcie", odpadła w pierwszej rundzie, po przegranej z Flavią Pennettą 2:6, 0:6. Rok później również została pokonana w pierwszym meczu, przez Angelique Kerber.
W 2001 roku wyszła za mąż za szwedzkiego tenisistę Daniela Berta i przyjęła nazwisko męża.